# Yan Huiqing
 (mars 2024).
La mise en forme du texte ne suit pas les recommandations de Wikipédia : il faut le « wikifier ».
Les points d'amélioration suivants sont les cas les plus fréquents. Le détail des points à revoir est peut-être précisé sur la page de discussion.
- Les titres sont pré-formatés par le logiciel. Ils ne sont ni en capitales, ni en gras.
- Le texte ne doit pas être écrit en capitales (les noms de famille non plus), ni en gras, ni en italique, ni en « petit »…
- Le gras n'est utilisé que pour surligner le titre de l'article dans l'introduction, une seule fois.
- L'italique est rarement utilisé : mots en langue étrangère, titres d'œuvres, noms de bateaux, etc.
- Les citations ne sont pas en italique mais en corps de texte normal. Elles sont entourées par des guillemets français : « et ».
- Les listes à puces sont à éviter, des paragraphes rédigés étant largement préférés. Les tableaux sont à réserver à la présentation de données structurées (résultats, etc.).
- Les appels de note de bas de page (petits chiffres en exposant, introduits par l'outil «  Source ») sont à placer entre la fin de phrase et le point final[comme ça].
- Les liens internes (vers d'autres articles de Wikipédia) sont à choisir avec parcimonie. Créez des liens vers des articles approfondissant le sujet. Les termes génériques sans rapport avec le sujet sont à éviter, ainsi que les répétitions de liens vers un même terme.
- Les liens externes sont à placer uniquement dans une section « Liens externes », à la fin de l'article. Ces liens sont à choisir avec parcimonie suivant les règles définies. Si un lien sert de source à l'article, son insertion dans le texte est à faire par les notes de bas de page.
- La présentation des références doit suivre les conventions bibliographiques. Il est recommandé d'utiliser les modèles {{Ouvrage}}, {{Chapitre}}, {{Article}}, {{Lien web}} et/ou {{Bibliographie}}. Le mode d'édition visuel peut mettre en forme automatiquement les références.
- Insérer une infobox (cadre d'informations à droite) n'est pas obligatoire pour parachever la mise en page.

Pour une aide détaillée, merci de consulter Aide:Wikification.
Si vous pensez que ces points ont été résolus, vous pouvez retirer ce bandeau et améliorer la mise en forme d'un autre article.
Yan Huiqing, (chinois traditionnel : 顏惠慶 ; Wade : Yen Hui-Ch'ing), également connu sous les noms de Weiching Williams Yen ou simplement WW Yen (né le 2 avril 1877 et décédé le 24 mai 1950), était un éminent diplomate et homme politique chinois dont la carrière s'est étendue à travers trois périodes distinctes de l'histoire chinoise : la dynastie Qing, la république de Chine, et enfin, la république populaire de Chine.
Titulaire du prestigieux titre académique de jinshi, qui marquait l'apogée de la bureaucratie impériale, il a joué des rôles clés sur la scène politique chinoise. Yan a notamment exercé brièvement les fonctions de premier ministre puis de président de la république de Chine dans les années 1920. Vers la fin de sa vie, il a été nommé membre du Comité national de la Conférence consultative politique du peuple chinois.
En 2016, l'université de Virginie a rendu un vibrant hommage à WW Yen en créant le WW Yen China Fund, en reconnaissance de sa contribution significative en tant que premier étudiant chinois diplômé de cette prestigieuse institution. Cette initiative marque l'estime et le respect de l'université pour Yen, soulignant son héritage durable. De plus, en son honneur, l'ancienne Lewis House a été renommée Yen House, perpétuant ainsi le souvenir de Yen au sein du campus et reconnaissant son importance historique.

## Biographie
Originaire de Shanghai et ayant brillamment achevé ses études à l'Université de Virginie, où il s'est spécialisé en sciences politiques, WW Yen s'est distingué en remportant des prix et des médailles dans le domaine du débat et a été honoré par son élection à Phi Beta Kappa, marque de son excellence académique. Après son retour des États-Unis, où il a également embrassé la franc-maçonnerie, il a brièvement enseigné l'anglais à l'Université St. John's de Shanghai. Peu après, il a déménagé à Pékin pour entamer sa carrière politique. En 1906, Yen a consolidé sa réputation en tant que rédacteur à la Commercial Press. Son érudition lui a valu un D.Litt. de l'Université de Peiyang (connue aujourd'hui sous le nom d'Université de Tianjin), ainsi que le prestigieux titre de jinshi dans la fonction publique impériale, le conduisant à un poste clé au sein du ministère impérial de l'Éducation.
Yan Huiqing a occupé plusieurs postes importants dans le gouvernement chinois, ayant été ministre des Affaires étrangères, Premier ministre (y compris à titre de Premier ministre par intérim) à cinq reprises, et président par intérim lors de son dernier mandat de Premier ministre en 1926. Wu Peifu l'avait désigné pour assurer la présidence par intérim, dans le but de préparer le terrain pour le retour au pouvoir de Cao Kun. Anticipant cette transition, Yan avait même formé un cabinet. Toutefois, son accession au poste de président fut bloquée par l'opposition de Zhang Zuolin.
Lorsque Yan a finalement pu assumer la présidence, il a immédiatement démissionné, choisissant Du Xigui, le ministre de la Marine, comme son successeur. Ce geste illustre la complexité et les défis politiques de l'époque, ainsi que le rôle significatif joué par Yan dans les tentatives de stabilisation et de gouvernance de la république de Chine dans une période particulièrement tumultueuse.
Yan Huiqing s'est distingué dans le domaine de la diplomatie, occupant le poste de premier ambassadeur de Chine auprès de l'Union soviétique. Son expertise et sa polyvalence l'ont également mené à représenter son pays à la Conférence navale de Washington et à la Société des Nations, témoignant de son rôle majeur sur la scène internationale. En plus de ces responsabilités significatives, Yan a servi en tant que diplomate en Allemagne, en Suède, au Danemark, et finalement aux États-Unis, où il a ouvertement condamné l'invasion japonaise de la Mandchourie, marquant son opposition ferme à l'agression et au militarisme japonais.
Durant la Seconde Guerre mondiale, alors qu'il était assigné à résidence au Japon en 1942, Yan Huiqing a consacré son temps à la traduction et à la compilation des "Histoires de la vieille Chine", œuvre reflétant son profond attachement à la culture et à l'histoire chinoises. En début d'année 1949, dans un contexte international tendu et alors que la Chine était en proie à une guerre civile, Yan a entrepris un voyage à Moscou pour rencontrer Joseph Staline. Son objectif était ambitieux : négocier une solution pacifique à la guerre civile chinoise, démontrant ainsi son engagement continu pour la paix et la stabilité de son pays natal.
À la suite de l'établissement de la république populaire de Chine en 1949, Yan Huiqing a adressé ses félicitations à Mao Zedong pour sa victoire, marquant ainsi un moment significatif dans l'histoire chinoise et sa propre carrière diplomatique. Cette période a vu Yan s'intégrer au nouveau régime en assumant des rôles importants au sein de l'appareil politique et militaire de la Chine. Sa nomination en tant que membre du Comité national de la Conférence consultative politique du peuple chinois (CCPPC) illustre sa transition vers le cadre politique de la république populaire de Chine et sa capacité à rester influent dans le paysage politique changeant de la Chine.
En plus de son rôle au sein de la CCPPC, Yan a été nommé vice-président du Comité militaire et politique de la Chine orientale.
Le 24 mai 1950, Yan Huiqing décède d'une maladie cardiaque à Shanghai à l'âge de 73 ans. Mao Zedong et Zhou Enlai ont tous deux envoyé leurs condoléances. Il laisse dans le deuil sa femme et ses six enfants.